# 우쿨렐레 사랑모임
"우쿨렐레 사랑모임"(Ukulele Love Together)은 한국에서 제작된 노효두 감독의 2011년 다큐멘터리 영화이다. 김기인 등이 주연으로 출연하였고 노효두 등이 제작에 참여하였다.

## 출연

### 주연
- 김기인
- 오경호
- 이국표
- 조미화
- 곽신영

## 기타
- 2nd unit 촬영팀: 윤걸